# Ozodiceromya argentiferea
Ozodiceromya argentiferea är en tvåvingeart som först beskrevs av Krober 1929.  Ozodiceromya argentiferea ingår i släktet Ozodiceromya och familjen stilettflugor.
Artens utbredningsområde är Arizona. Inga underarter finns listade i Catalogue of Life.